# Mutnofret
Mutnofret ("Mut és bella"), també representat com a Mutneferet o Mutnefert, va ser una reina egípcia de la XVIII dinastia. Era una esposa secundària de Tuthmosis I (la reina Ahmose n'era l'esposa principal) i la mare de Tuthmosis II.
| # | G15 | nfr | f&r&t |

| # | G15 | nfr | f&r&t |

Basant-nos en els seus títols de Filla del Rei i Germana del Rei, és probable que fos filla d'Amosis I i germana d'Amenofis I. És probable que també fos la mare dels altres fills de Thutmosis I, Amenmose, Uadjmose i Ramose.
Mutnofret apareix representada en diversos indretsː al temple de Deir el-Bahri (construït pel seu net Tuthmosis III), en una estela trobada al Ramesseum, al colós del seu fill i en una estàtua que la representa dedicada per Tuthmosis II, trobada a la capella de Wadjmose. Això suggereix que Mutnofret encara era viva durant el regnat del seu fill.